# Thomas Derrick
Thomas Derrick (Bristol, 1885 – 1954) è stato un artista inglese, noto in particolare per i lavori eseguiti come illustratore e fumettista.

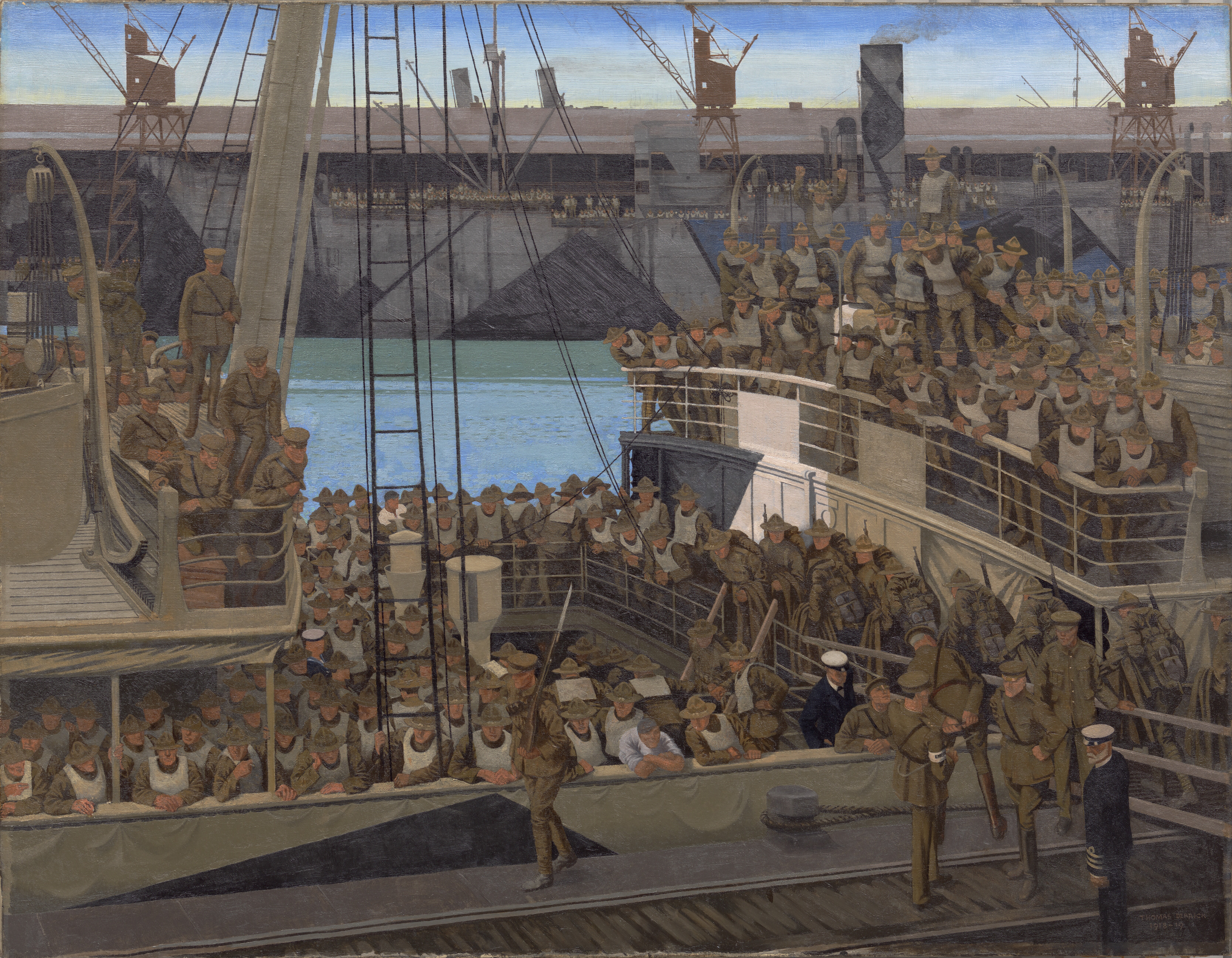
Truppe americane a Southampton che si imbarcano per la Francia, opera di Derrick conservata presso l'Imperial War Museum.

Sposò Margaret Clausen, la figlia del pittore George Clausen.